# Limnocharis laforestii
Limnocharis laforestii är en svaltingväxtart som beskrevs av Edmond Placide Duchassaing de Fontbressin och August Heinrich Rudolf Grisebach. Limnocharis laforestii ingår i släktet Limnocharis och familjen svaltingväxter. Inga underarter finns listade.